# ایپبوک-دونگ
ایپبوک-دونگ (به لاتین: Ipbuk-dong) یک منطقهٔ مسکونی در کره جنوبی است که در ناحیه پایتختی سئول واقع شده‌است.